# Paolo Romano (scultore)

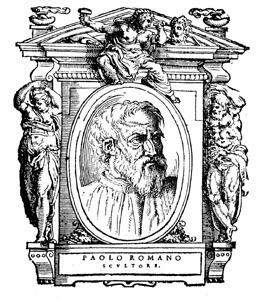
Paolo Romano (1431-1505?)
Le Vite di Giorgio Vasari
terza parte

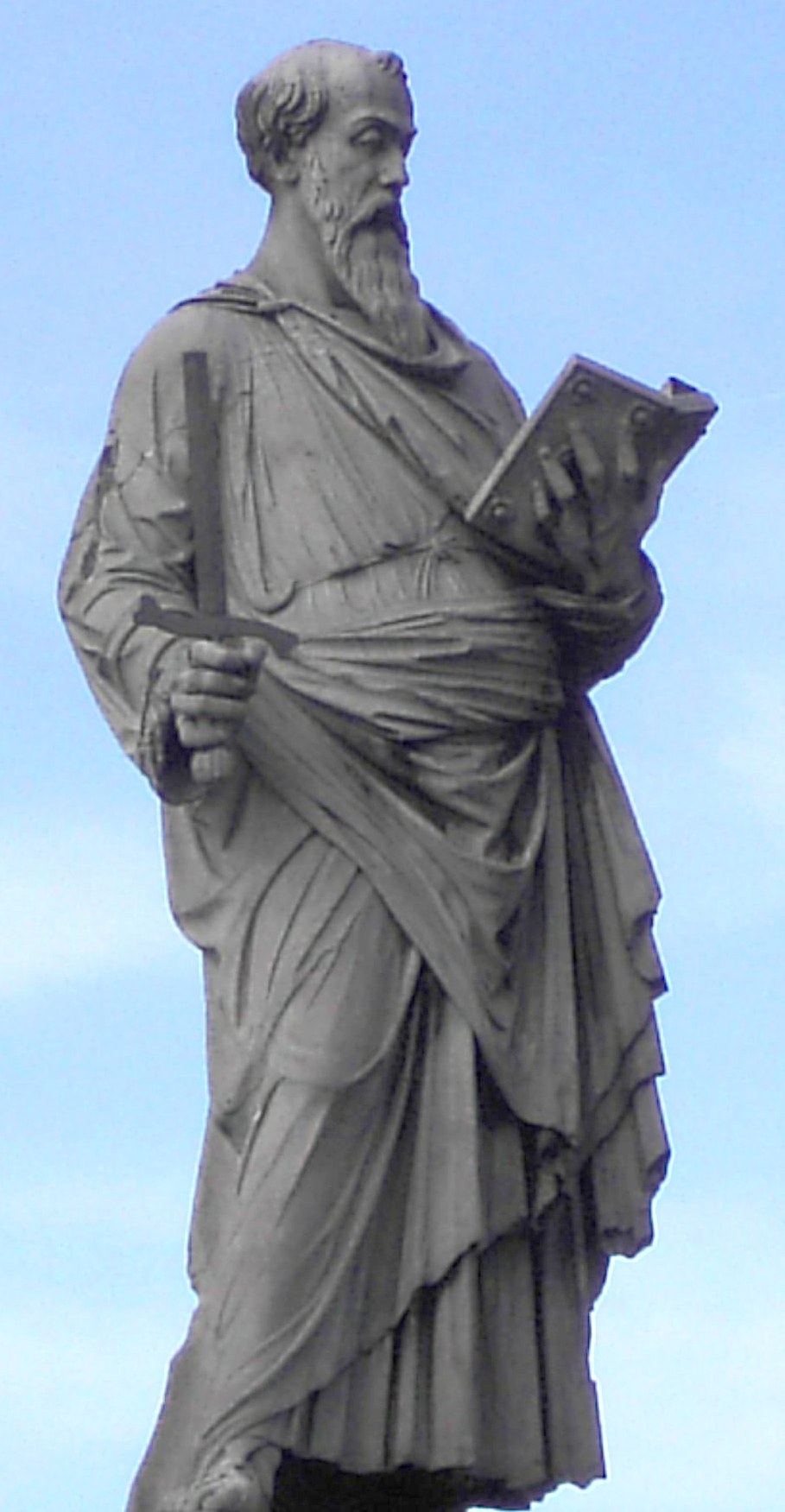
Statua di San Paolo all'ingresso del ponte di Castel Sant'Angelo a Roma (1463-1464)

Paolo Romano (Sezze, ... – 1470) è stato uno scultore e orafo italiano del Rinascimento, attivo in Roma nel XV secolo.

## Biografia
Le notizie che il Vasari riferisce su questo scultore del Rinascimento romano sono del tutto mancanti di ogni riferimento anagrafico e strettamente incentrate sulla rivalità tra questo scultore e il suo più acceso rivale e coetaneo Mino del Regno, alias Mino del Reame, alias Maestro Mino. Tanto valente e modesto era Paolo Romano quanto l'altro era insolente, arrogante e presuntuoso, che, sempre secondo il Vasari, più che con le opere si faceva valere a parole. A questo riguardo il Vasari racconta l'episodio della provocazione che fece Mino ai danni di Paolo quando questi ricevette l'incarico da Pio II di realizzare alcune figure, con l'intento di sottrargli questa commissione confidando nel carattere mansueto del suo rivale. Invece Paolo Romano accettò sia l'incarico che la scommessa di Mino che dai mille ducati iniziali, vista la mal parata, scese a soli cento che perse insieme alla sua reputazione quando Paolo Romano realizzò con maestria le figure commissionategli.
Opera di Paolo Romano del 1463-1464 è la statua di San Paolo realizzata inizialmente per la cappella di Sisto IV davanti a cui stette del tutto inosservata per anni finché Clemente VII, fine intenditore d'arte, notatala, la fece sistemare sul basamento a lato dell'ingresso del ponte di Castel Sant'Angelo, commissionando successivamente al Lorenzetto la statua di San Pietro, da sistemare sul lato opposto in modo che i due Apostoli fossero a guardia dell'accesso al ponte che conduce a Castel Sant'Angelo  e quindi in Vaticano.
Oltre che scultore, Paolo Romano era stato anche un valente orefice secondo quanto riportato anche nel trattato del Filarete. In collaborazione con Nicola da Guardiagrele e con Pietro Paolo da Todi aveva realizzato i dodici apostoli d'argento che si trovavano sopra l'altare della cappella papale prima del sacco di Roma  del 6 maggio 1527.
Paolo Romano nel 1484 scolpì un bassorilievo raffigurante il capitano delle truppe pontificie Roberto Malatesta, ("fece una statua d'un uomo armato a cavallo"),  che oggi si trova al Louvre a Parigi. ma ai suoi tempi stava vicino alla cappella di Sant'Andrea nella basilica di San Pietro a Roma.
Fu suo discepolo Giancristoforo Romano.